# 吳大宣
吳大宣，贵州畢節人，清朝政治人物、進士出身。
嘉慶二十二年（1817年）丁丑科進士，二甲八十四名，后官兵部主事。